# ريمان (لودر)

تعديل مصدري - تعديل

ريمان هي إحدى قرى عزلة زارة بمديرية لودر التابعة لمحافظة أبين، بلغ تعداد سكانها 248 نسمة حسب تعداد اليمن لعام 2004.